# Каплін Павло Олексійович
Каплін Павло Олексійович (31 жовтня 1930 року, — 2016 року) — радянський і російський фізико-географ, геоморфолог, берегознавець. Професор (1973), доктор географічних наук (1970). Заслужений діяч науки Російської Федерації (1993).

## Біографія
Павло Олексійович народився 31 жовтня 1930 року в родині службовців. 1948 року вступив до географічного факультету Московського державного університету. 1953 року закінчив навчання й був залишений в аспірантурі при кафедрі геоморфології. Найбільший вплив на вибір наукового напрямку зробили професор В. П. Зенкевич і, почасти, академік К. К. Марков. 1957 року захистив дисертацію кандидата географічних наук за темою «Фіордові узбережжя Радянського Союзу». З 1957 по 1968 роки працював в Інституті океанології АН СРСР, брав участь в численних експедиціях на узбережжя морів СРСР: Чукотського, Берингового, Охотського, Японського, Білого, Карського, Балтійського, Чорного, Азовського і Каспійського. Упродовж 1965-1966 років як стипендіат ЮНЕСКО вивчав береги Франції, Великої Британії, Нідерландів, Японії та Югославії. Під час наукових експедицій на суднах АН СРСР і МДУ, «Дмитро Менделєєв», «Каллісто», «Професор Штокман», «Академік Петровський» керував дослідженням морських берегів у басейнах Тихого та Індійського океанів.
З 2 жовтня 1967 року по 1 червня 2016 року був головним науковим співробітником науково-дослідної лабораторії новітніх відкладень і палеогеографії плейстоцену географічного факультету Московського державного університету імені М. В. Ломоносова, займався вивченням історії природного середовища в новітній геологічний час. 1970 року захистив докторську дисертацію на тему «Розвиток берегової зони морів і океанів в післяльодовиковий час». Від 3 жовтня 1973 року професор кафедри геоморфології та палеогеографії Московського університету, читав лекції з курсу «Походження і розвиток океану».
Упродовж 1990-1993 років як науковий керівник очолював великий (більш як 200 дослідників) колектив з підготовки ТЕД з комплексного захисту та освоєння російських берегів Каспійського моря в умовах підйому його рівня.
Каплін П. О. був членом редколегій наукових журналів: «Океанологія» (1975-1985), «Берегові дослідження» і «Геоморфологія». Протягом багатьох років був головою робочої групи «Морські береги» Ради РАН з проблем Світового океану. Почесний член Комісії з четвертинних берегових ліній Міжнародної асоціації з вивчення четвертинного періоду, почесний член Комісії з берегових природних систем Міжнародного географічного союзу, голова національної робочої групи Міжнародної програми геологічної кореляції ЮНЕСКО з коливань рівня моря і розвитку морських берегів. Був членом Вчених рад географічного факультету Московського державного університету, Інституту географії та Інституту океанології РАН.
За роки плідної науково-педагогічної праці підготував 11 кандидатів наук, з яких 9 пізніше стало докторами наук.

## Наукові праці
Областю наукових інтересів Капліна були морська і прибережна геологія та геоморфологія, палеогеографія.
Каплін Павло Олексійович автор 10 монографій, 30 книг, понад 300 наукових статей. Основними працями є:
- (рос.) Ионин А. С., Каплин П. А. Первая подводная геолого-геоморфологическая экспедиция на Черном море. — М. : Географгиз, 1962. — (Советские экспедиции)
- (рос.) Каплин П. А. Подводная геология. — М. : Знание, 1963.
- (рос.) Ионин А. С., Каплин П. А., Медведев В. С. Карты типов берегов: СССР. — М., 1965.
- (рос.) Каплин П. А. Новейшая история побережий Мирового океана. — М. : Изд-во МГУ, 1973. — 265 с.
- (рос.) Руководство по изучению новейших отложений / под ред. П. А. Каплина. — М. : Изд-во МГУ, 1976. — 245 с.
- (рос.) Новейшие отложения и палеогеография плейстоцена Чукотки / под ред. П. А. Каплина. — М. : Наука, 1980. — 230 с.
- (рос.) Комплексные биостратиграфические исследования / под ред. П. А. Каплина. — М. : Изд-во МГУ, 1987. — 80 с.
- (рос.) Каплин П. А., Леонтьев О. К., Лукьянова С. А., Никифоров Л. Г. Берега. — М. : Мысль, 1991. — 480 с. — (Природа мира) — 70 тис. прим. — ISBN 5-244-00449-2. — Видання від фахівців-берегознаців для широкого кола читачів про найдовший і неймовірно мінливий кордон у світі — межу суходолу і моря. Комплексно розглядається берегова зона планети в аспекті її величезного значення для більшої частини населення планети. Регіональний опис морських берегів можна використовувати як довідковий матеріал по природі, еволюції та господарської освоєності берегової зони континентів[3].
- (рос.) Тенденция развития природы в новейшее время / под ред. П. А. Каплина. — М. : Изд-во МГУ, 1993. — 225 с.
- (рос.) Развитие морских берегов России и их изменения при возможном подъеме уровня Мирового океана / под ред. П. А. Каплина и А. О. Селиванова. — М. : Изд-во МГУ, 1997. — С. 305.
- (рос.) Каплин П. А., Селиванов А. О. Изменение уровня морей России и развитие берегов. — М. : ГЕОС, 1999. — 316 с.
- (рос.) Проблемы палеогеографии и стратиграфии плейстоцена / под ред. П. А. Каплина, Н. Г. Судаковой. — М. : Изд-во МГУ, 2000. — 350 с.
- (рос.) Каплин П. А. Вопросы геоморфологии и палеогеографии морских побережий и шельфа. Избранные труды. — М. : Изд-во МГУ, 2010. — 620 с.

## Нагороди та відзнаки
Каплін П. О. за свої здобутки в досліджуваній області був заслужено відмічений рядом нагород:
- 1959 — Премія Президії АН СРСР[1].
- 1969 — Почесний диплом Всесоюзного географічного товариства[1].
- 1975 — Премія імені Д. Н. Анучина за монографію «Новітня історія узбережжя Світового океану»[1][2].
- 1978 — Ломоносовська премія МДУ першого ступеня за цикл робіт по опорним розрізах новітніх відкладень території СРСР і методики їх вивчення, спільно з К. К. Марковим[1][2].
- 1989 — Міжнародна медаль принца Альберта I Монакського за видатні досягнення в області океанології[1].
- 1982 — Диплом і медаль ВДНГ СРСР[1].
- 1993 — Заслужений діяч науки Російської Федерації[1].
- 2005 — ювілейний нагрудний знак «250 років МДУ імені М. В. Ломоносова»[2].